# زيت أركان

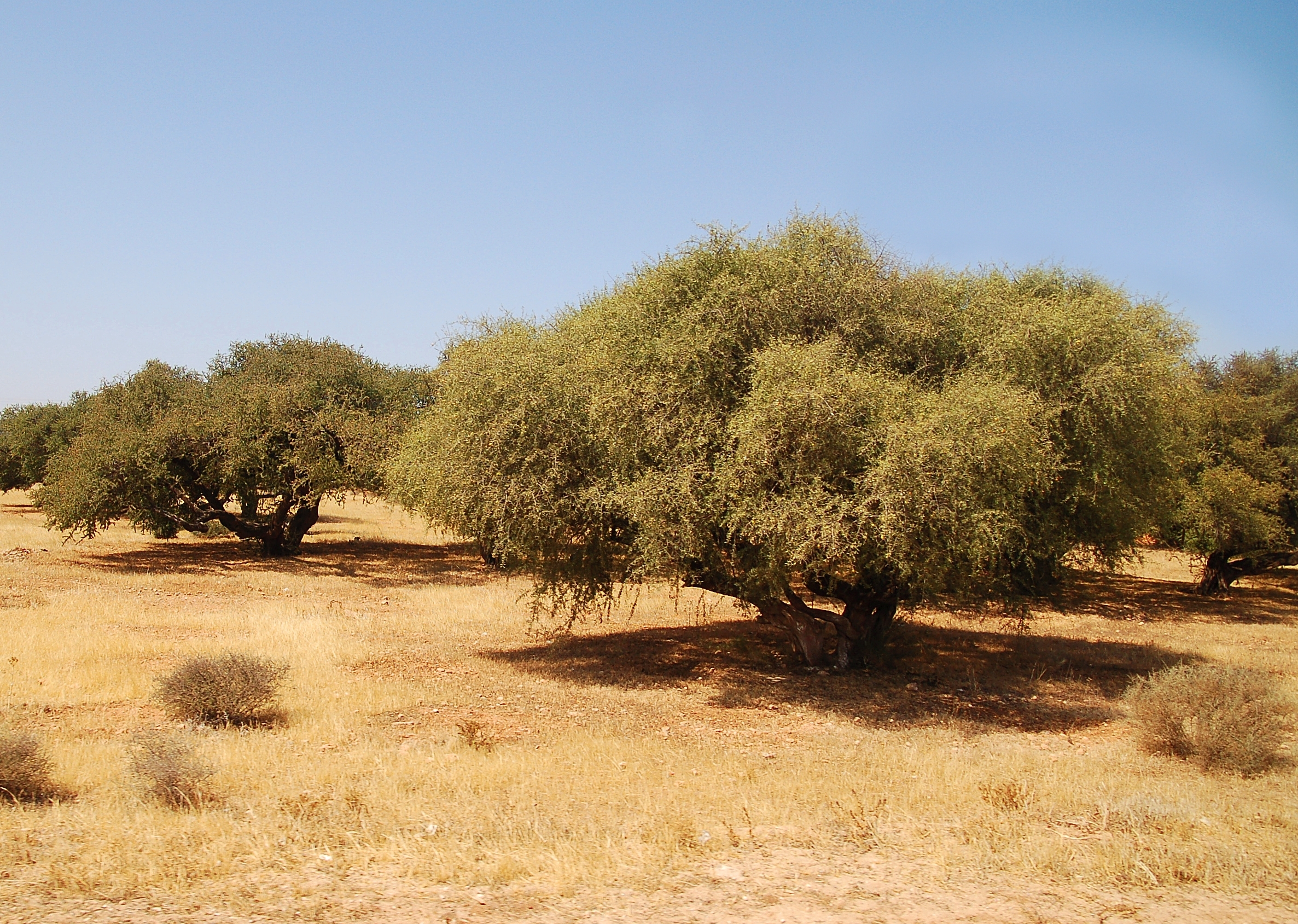
شجر الأركان نواحي مدينة الصويرة بالمغرب

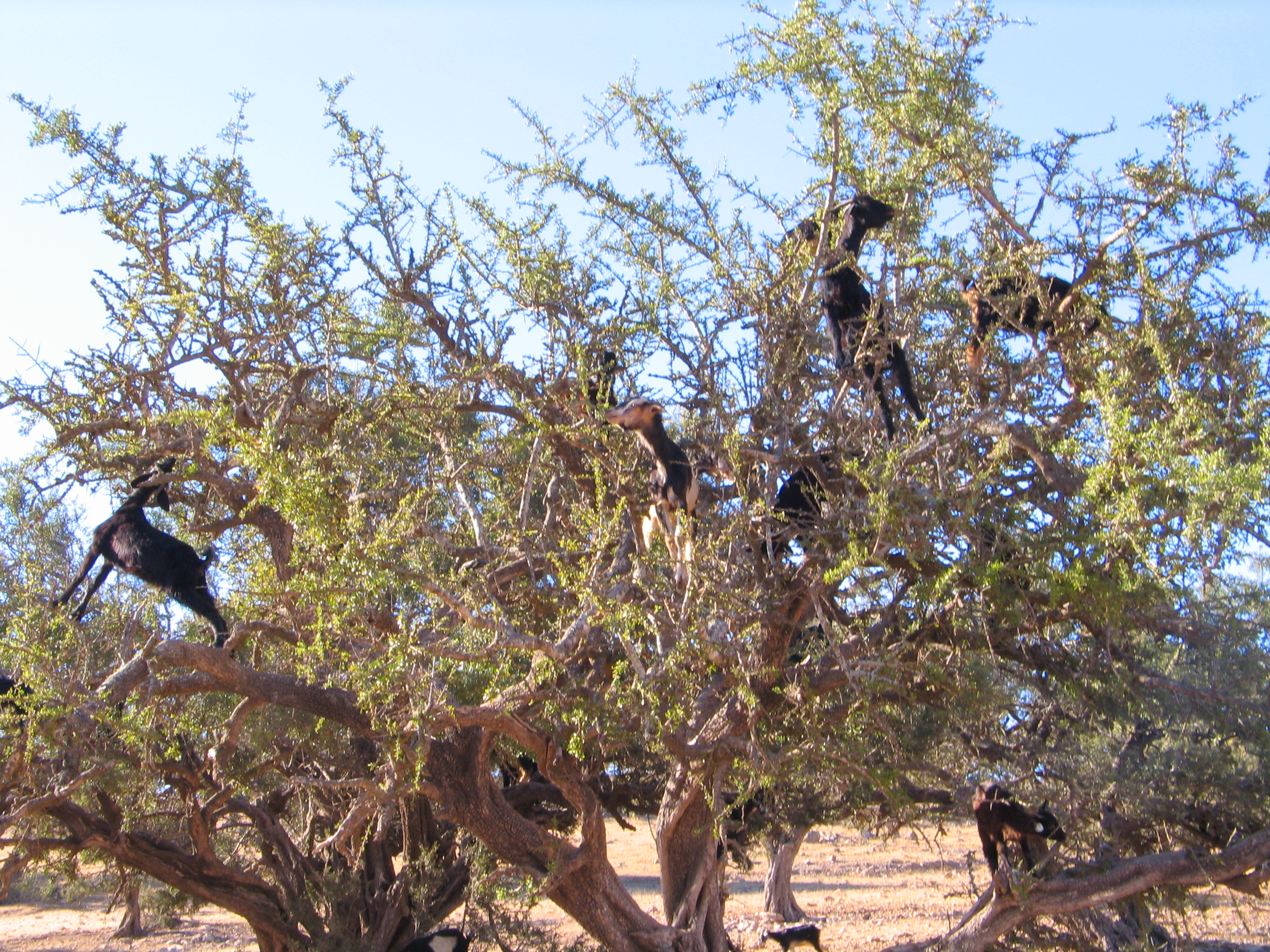
ماعز فوق شجر الأركان بالصويرة

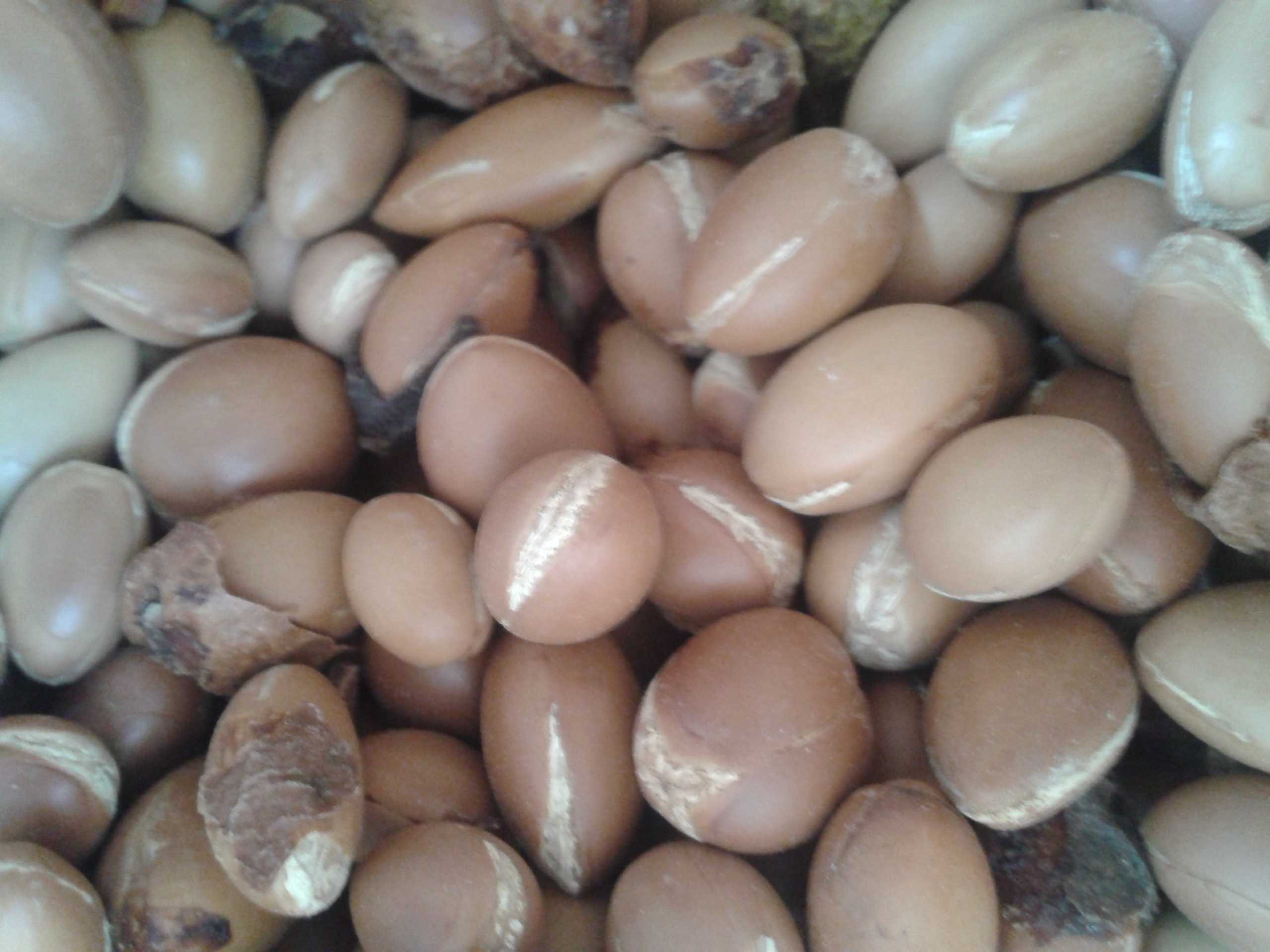
نوى ثمار شجرة الاركان بعد ازالة القشور الرطبة. (نوى جمع نواة).

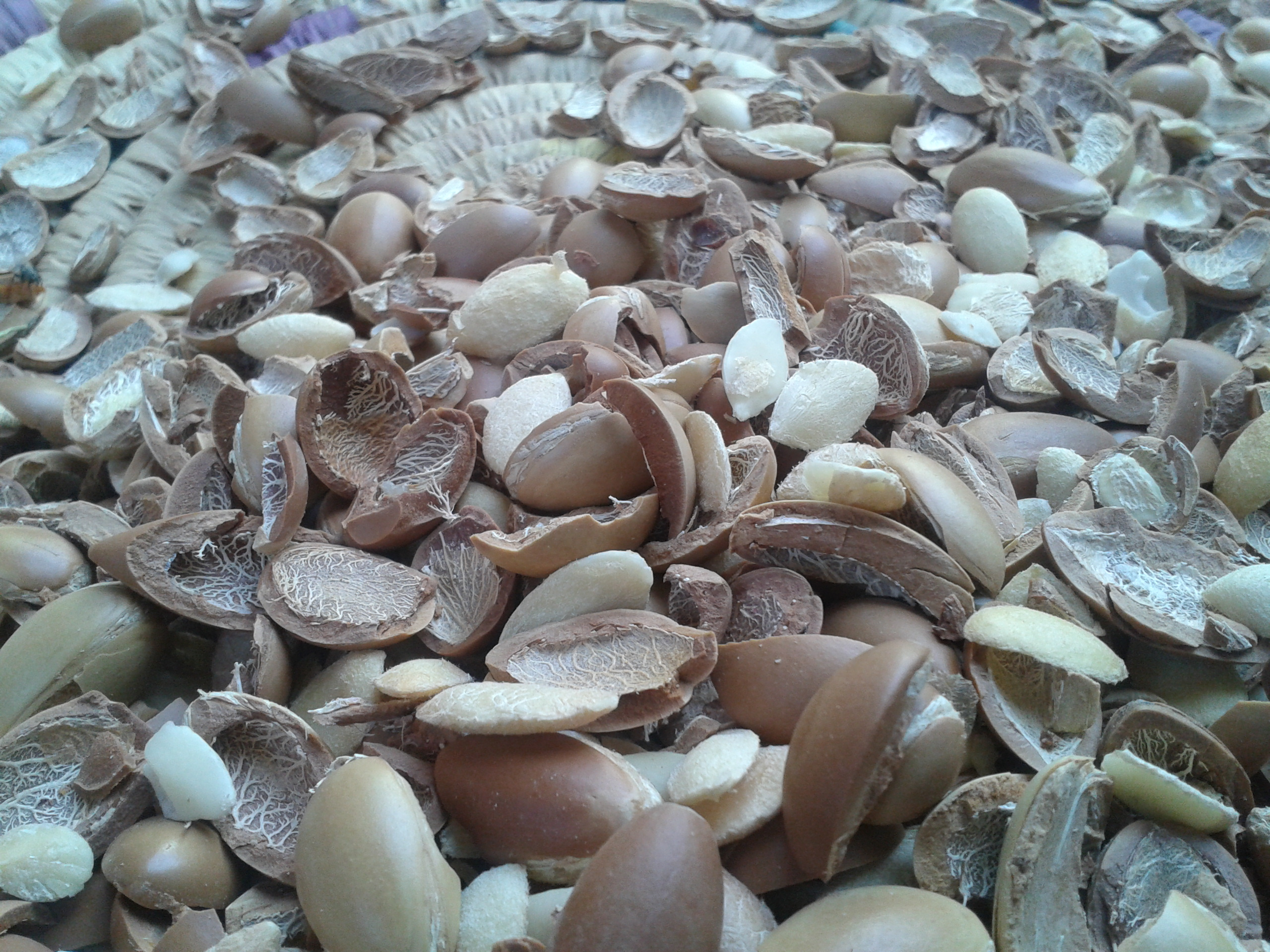
لوز الاركان بعد الاستخراج من النوى الصلبة

زيت الأرڭان «الذهب السائل»، زيت يستخرج من لوز شجر الأركان وهو شجر نادر يتواجد بشكل كبير جدا في المغرب وخصوصا بمنطقة سوس و يعمر أكثرمن 200 سنة وهو زيت يستخدم بكثرة في المطبخ التقليدي لهذه المنطقة، كما يستخدم لخواصه التجميلية والعلاجية.

## المكونات
يحتوي زيت الأركان على 42.8% من حمض الأولييك، 36.8% من حمض اللينولييك، 6.0% من حمض الستيياريك، 12.0% من حمض البالميتيك وأقل من 0.5% من حمض اللينولينيك، وهي من أهم الحموض الدهنية الأساسية Essential fatty acid (الأوميغا6 والأوميغا9) Essential fatty acid
و بالإضافة إلى هذه الأحماض الدهنية الأساسية فإنه يحتوي على التوكوفيرول الشكل الفعال لفيتامين أي=Vitamin E فيتامين إي، السكوالين، الستيرويدات، الكاروتين والفينولات.

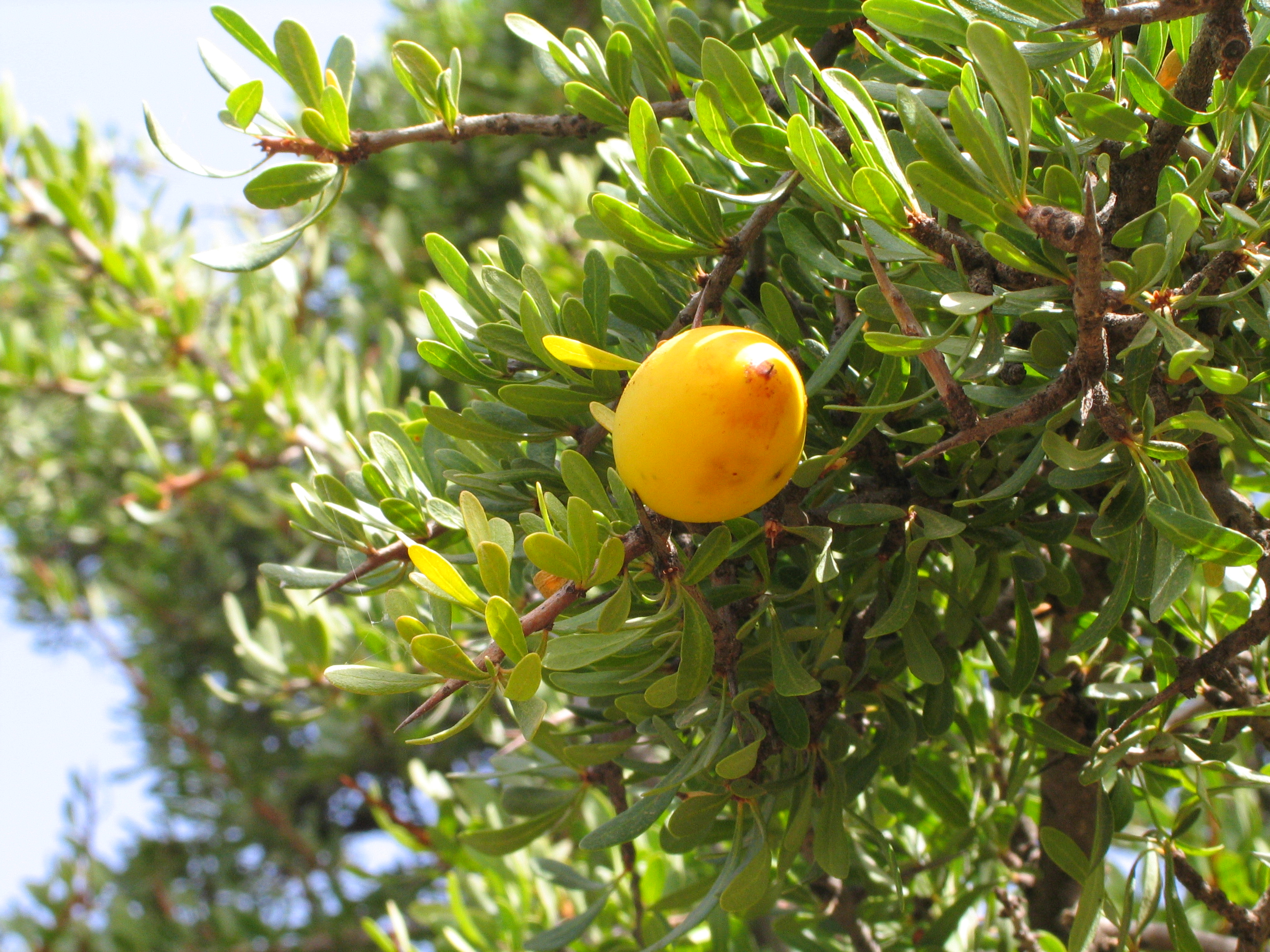
ثمرة شجرة الأركان بمدينة أكادير المغربية

## إنتشار
في الجزائر، وانطلاقًا من الاتفاقية المبرمة بين وزارة التعليم العالي والبحث العلمي ووزارة الفلاحة رُسمت خطة طريق لإعادة بعث وتنمية غرس شجرة الأرقان في ولاية أدرار. كما زرعت أشجار الأركان في بعض المناطق في المكسيك وكذلك باسرائيل بصحراء النقب ووادي عربة

## وصلات خارجية
- تقرير قناة الجزيرة الوثائقية الغالي والنفيس-زيت الأرغان- . على يوتيوب